# 包糕粽
包糕粽是一項台灣習俗，在入學考試前夕，由家長或學校購買包子、狀元糕與粽子，讓應屆考生吃下，期望考生能像「包糕粽」的諧音一樣「包高中」，考上理想的學校。也有用蛋糕或發糕等其他「糕」代替狀元糕的例子。